# Prąd samouwolnienia
Prąd samouwolnienia – wartość graniczna natężenia prądu elektrycznego, przy której jest możliwe samodzielne przezwyciężenie skurczy mięśni wywołanych przepływem prądu elektrycznego i otwarcie dłoni, a w rezultacie uwolnienie się od kontaktu z prądem. Pomiar tej wielkości odbywa się przy pomocy trzymanej w ręku elektrody, która została zaizolowana z wyjątkiem niewielkiego miejsca o polu 1 cm2.
W literaturze podawana jest szacunkowa wartość prądu samouwolnienia równa 10 mA, przyjęta dla 90% populacji ludzkiej. Należy jednak pamiętać, iż nie jest to wielkość stała i jest ona uzależniona od następujących czynników:
- częstotliwość prądu elektrycznego – za najbardziej niebezpieczne uważa się częstotliwości zbliżone do 50 Hz;
- indywidualne cechy człowieka – np. grubość skóry, podatność na bodźce elektryczne; natężenie, przy którym jedna osoba może bez problemu dokonać samouwolnienia, dla innej może okazać się śmiertelnie niebezpieczne;
- czynniki środowiskowe – np. wilgotność powietrza, wilgoć na rękach; wysokość progu samouwolnienia jednej i tej samej osoby, jest różna w zależności od panujących warunków zewnętrznych.